# 完全系列

完全列の図

ホモロジー代数における完全系列（かんぜんけいれつ、英: exact sequence）あるいは完全列（かんぜんれつ）とは、環上の加群や群などの系列で各射の像空間が次の射の核空間と正確に合致するものをいう。

## 定義
R 加群 Xi と写像 fi: Xi → Xi+1 (i ∈ Z) からなる（有限または無限）系列
{\displaystyle \cdots \to X_{n-1}{\stackrel {f_{n-1}}{{}\longrightarrow {}}}X_{n}{\stackrel {f_{n}}{{}\longrightarrow {}}}X_{n+1}\to \cdots }
において、{\displaystyle {\rm {Im\,}}f_{n-1}={\rm {Ker}}\,f_{n}} となるとき、系列は Xn において完全（exact）であるという。特に、次の事実が成り立つ：
- 系列 {\displaystyle 0\xrightarrow {} M'\xrightarrow {f} M} が完全であることは、f が単射であることと同値。
- 系列 {\displaystyle M\xrightarrow {g} M''\xrightarrow {} 0} が完全であることは、g が全射であることと同値。
- 系列 {\displaystyle 0\xrightarrow {} M'\xrightarrow {f} M\xrightarrow {g} M''\xrightarrow {} 0} が完全であることは、f が単射かつ g が全射であり、さらに g が同型 {\displaystyle M/f(M')\xrightarrow {\simeq } M''} を誘導することと同値。

系列がすべての R 加群 Xi において完全であるとき、その系列を完全系列（exact sequence）と呼び、
{\displaystyle \cdots \to X_{n-1}{\stackrel {f_{n-1}}{{}\longrightarrow {}}}X_{n}{\stackrel {f_{n}}{{}\longrightarrow {}}}X_{n+1}\to \cdots \quad {\text{(exact)}}}
などと表記する。なお、系列が Xn において完全であるならば、その定義から明らかに
{\displaystyle f_{n}\circ f_{n-1}(x)=0_{n+1}\;\;\forall \,x\in X_{n-1}} （ただし、{\displaystyle 0_{n+1}} は {\displaystyle X_{n+1}} の零元）
が成り立つ（逆は一般に成り立たない）。

## 例
例えば、アーベル群の系列
{\displaystyle 0\hookrightarrow \mathbb {Z} {\stackrel {f}{{}\hookrightarrow {}}}\mathbb {Z} {\stackrel {p}{{}\twoheadrightarrow {}}}\mathbb {Z} /2\mathbb {Z} \twoheadrightarrow 0}
で、f: Z → Z が 2 倍写像 (x → 2x), p を標準射影とすると、これは完全である。実際、2x = 0 となる x は 0 であり、かつ 0 に限られる（f は単射である）ので 0 → Z は完全である。また、f, p はアーベル群の準同型で、im(f) = 2Z = ker(p) であることは明らかである。最後に Z/2Z → 0 は Z/2Z の全ての元を 0 とする準同型で、その核は Z/2Z 全体となるが、p は全射であるからこれも完全である。
一般に、考えているアーベル圏における零対象を 0 であらわすとき、
{\displaystyle 0\to A{\stackrel {f}{{}\to {}}}B,\quad A{\stackrel {g}{{}\to {}}}B\to 0}
が完全であることはそれぞれ f が単射、g が全射であることと同値である。f: A → B がアーベル圏の射（たとえば群の圏における群準同型、加群の圏における準同型など）であるとき
{\displaystyle 0\to \ker f\to A{\stackrel {f}{{}\to {}}}B\to \mathrm {coker\,} f\to 0}
は完全列である。
1 を単位群とし、群 G に対し、Aut(G) をその自己同型群、Z(G) を中心、Inn(G) を内部自己同型群、Out(G) = Aut(G)/Inn(G) を外部自己同型群とすると
{\displaystyle 1\to Z(G)\hookrightarrow G{\stackrel {\text{Ad}}{{}\to {}}}\mathrm {Aut\,} G\twoheadrightarrow \mathrm {Out\,} G\to 1}
なる完全列を得る。

## 短完全列
特に、0 → A → B → C → 0 あるいは同じことだが
{\displaystyle A{\stackrel {f}{{}\hookrightarrow {}}}B{\stackrel {g}{{}\twoheadrightarrow {}}}C}
なるかたちの完全系列を短完全列 (short exact sequence) と呼ぶ。このとき、A は B の部分対象と同一視され、C は商対象 B/A と同一視される。短完全列が分裂するあるいは分解するとは、切断あるいは断面 (section) と呼ばれる写像 s: C → B で
{\displaystyle g\circ s={\rm {id}}_{C}}
となるものが存在することを言う。

## 長完全列
チェイン複体の短完全列に蛇の補題あるいはジグザグ補題を適用すれば、ホモロジーの間の長完全列（自然数で添え字づけられた完全列）が得られる。